# داگ لیدستر
داگ لیدستر (انگلیسی: Doug Lidster؛ زادهٔ ۱۸ اکتبر ۱۹۶۰) بازیکن هاکی روی یخ اهل کانادا است.
وی همچنین برندهٔ جوایزی همچون جام استنلی شده‌است.
از باشگاه‌هایی که در آن بازی کرده‌است می‌توان به ونکوور کناکز و نیویورک رنجرز اشاره کرد.